# نينتندو إنترتينمنت أنالسيس أند دفيلوبمنت
نينتندو للتحليل الترفيه والتطوير (بالإنجليزية: Nintendo Entertainment Analysis and Development)‏ (باليابانية: 任天堂情報開発本部) ، وتختصر (EAD)، كان أكبر قسم تطوير لشركة نينتندو. ومن أشهر المطورين شيغيرو مياموتو و‌تاكاشي تيزوكا، وهم بمثابة رؤساء أستديوهات EAD، وهم المسؤولان عن أي لعبة فيديو تفرج.
في 2015، تم دمج القسم مع نينتندو سوفتواير بلانينغ أند دفيلوبمنت لتأليف قسم نينتندو إنترتينمنت بلانينغ أند دفيلوبمنت.

## روابط خارجية
- نينتندو إنترتينمنت أنالسيس أند دفيلوبمنت على موقع IMDb (الإنجليزية)